# Bulbophyllum hians
Bulbophyllum hians là một loài phong lan thuộc chi Bulbophyllum.